# Émerson Leão
Émerson Leão (* 11. červenec 1949, Ribeirão Preto) je bývalý brazilský fotbalový brankář, posléze trenér.

## Fotbalová kariéra
S brazilskou fotbalovou reprezentací vyhrál mistrovství světa roku 1970, byť na závěrečném turnaji neodchytal jediný zápas. Má též bronzovou medaili z mistrovství světa v Argentině roku 1978, zde už odehrál všechny brazilské zápasy, a zúčastnil se i Mistrovství světa roku 1974, kde Brazilci skončili čtvrtí (Émerson znovu nastoupil ve všech utkáních) a mistrovství světa 1986, kde do bojů již nezasáhl. Celkem nastoupil ve 14 uktkáních mistrovství světa. Brazílii reprezentoval plných 16 let, v letech 1970–1986, a to v 80 zápasech.
Je trojnásobným mistrem Brazílie, dva tituly si připsal s Palmeiras (1972, 1973/74), jeden s Grêmiem (1981). Celou kariéru strávil v brazilských soutěžích, krom Palmeiras a Grêmia hrál na nejvyšší úrovni za Vasco da Gama, Corinthians a Recife. V jihoamerickém Poháru osvoboditelů nastoupil ve 26 utkáních.

## Trenérská kariéra
Po skončení hráčské kariéry se stal trenérem, v letech 2000–2001 vedl i brazilský národní tým.